# Vioolspin
De vioolspin (Loxosceles reclusa) is een spin uit de familie vioolspinnen (Sicariidae). De naam is te danken aan de donkere, viool-achtige vlek op het rugschild 

## Kenmerken en voorkomen
De vioolspin is lichtbruin van kleur en wordt ongeveer 1,5 centimeter lang.  
De spin is berucht in de Verenigde Staten, waar de spin voorkomt. Net als de in Nederland en België voorkomende huisspin schuwt de vioolspin de mens niet: de spin komt in de gebieden waar zij voorkomt vaak voor in huizen en hoewel niet agressief, kan zij bijten als zij in het nauw komt. 

## Gif
Het gif kan soms necrotische wonden veroorzaken, waarbij weefsel rond de beet afsterft en zweren veroorzaakt. Dit komt doordat het gif rode bloedlichaampjes aanvalt en vernietigt.
Niettemin zijn beten van de "brown recluse spider" zeldzaam en leidt een beet zelden tot een wond. Arachnologen beweren dat wel 80% van de wonden die worden toegeschreven aan de vioolspin eigenlijk andere oorzaken hebben, zoals infecties met stafylokokken, streptokokken en pyoderma gangraenosum. Beten kunnen necrotische wonden veroorzaken.
In een huis in Kansas in de VS werden bij systematisch onderzoek meer dan 2000 vioolspinnen gevonden; in de jaren dat er mensen samen met de spinnen woonden was er nooit iemand gebeten. Zelfs als er een spin is waargenomen is correcte identificatie daarvan niet iets dat aan een niet-arachnologisch geschoolde dokter kan worden overgelaten.
Bij verreweg de meeste wonden die worden toegeschreven aan deze spin is de spin helemaal niet waargenomen en kan de oorzaak dus niet met zekerheid worden vastgesteld.